# Afanasy Afanasievich Fet
Afanasy Afanasievich Fet (tiếng Nga: Афанасий Афанасьевич Фет; 5 tháng 12 năm 1820 – 3 tháng 12 năm 1892), có họ thật là Shenshin, Fet là họ mẹ (tiếng Đức: Foeth), là một trong những nhà thơ lớn nhất của Nga trong thế kỉ 19.

## Cuộc đời
Fet là con ngoài giá thú của địa chủ Afanasy Ivanovich Shenshin và Charlotta Foeth, một phụ nữ người Đức. Đến cuối đời ông mới giành được quyền lợi về tầng lớp xuất thân và họ thật nhưng trong thơ ca mãi mãi gọi là Fet. Ông sinh ở tỉnh Orlov; trong thời gian 1835–1837 học ở trường tư thục, 1838–1844 học Đại học Quốc gia Moskva. Năm 1840 in tập thơ đầu tiên, năm 1850 in tập thơ thứ hai và bắt đầu được chú ý.
Những năm 1845–1858 Fet phục vụ trong quân đội. Thời gian đóng quân ở Ukraina Fet yêu cô Maria Lazich, là một cô gái có học, xinh đẹp và tài năng. Maria Lazich yêu Fet đến quên mình nhưng hai người không đi đến hôn nhân vì Fet cảm thấy chưa đủ điều kiện để lập gia đình. Maria Lazich chết vì quần áo cháy do nến đốt. Người đời nói về vụ tử tử vì tình là do sự "tính toán" của Fet. Thực hư không ai biết chính xác nhưng sau đó hình bóng Maria luôn xuất hiện trong thơ Fet. Năm 1857 Fet lấy vợ, là con gái của một người bạn. Sau khi giải ngũ, Fet mua được rất nhiều đất và trở thành một địa chủ giàu có. Fet mất ở Moskva, mai táng tại nghĩa trang dòng họ Shenshin ở Orlov.

## Thơ ca
Fet làm thơ từ thời trẻ cho đến những năm tháng cuối đời. Thơ của Fet thể hiện sự lẩn tránh đời thường để đi vào "vương quốc xán lạn của ước mơ". Chủ đề chính của thơ Fet là tình yêu và thiên nhiên. Fet là một bậc thầy ngôn ngữ, đại diện tiêu biểu của trường phái "thơ tinh khiết", cả đời tranh luận với Nikolay Alexeyevich Nekrasov, người đại diện tiêu biểu của trường phái "thơ xã hội". Đặc điểm của thơ Fet là nói về cái cốt lõi nhất, tránh những ám chỉ thừa. Dưới đây là một bài thơ tiêu biểu được nhiều người biết:
| Шёпот, робкое дыханье, Трели соловья. Серебро и колыханье Сонного ручья. Свет ночной, ночные тени. Тени без конца, Ряд волшебных изменений Милого лица, В дымных тучках пурпур розы, Отблеск янтаря, И лобзания, и слёзы, И заря, заря!.. | Thì thầm, hơi thở nhẹ Tiếng ngân của họa mi Ánh bạc, tiếng thầm thì Của dòng sông ngái ngủ. Ánh sáng đêm, bóng đêm Bóng không có tận cùng Những đổi thay kỳ diệu Của gương mặt thân thương. Trong khói, hoa hồng nhung Ánh sáng màu cẩm thạch Và tình yêu, nước mắt Và bình minh, bình minh!.. |

Cả bài thơ này không có một động từ nào cả. Tuy nhiên sự mô tả không gian chuyển tải sự vận động tự thân của thời gian.
Fet có sự ảnh hưởng lớn đến các nhà thơ phái hình tượng, đặc biệt là Innokentiy Fyodorovich Annensky và Aleksandr Aleksandrovich Blok. Ngoài sáng tác, Fet còn dịch Goethe và nhiều nhà thơ La Mã cổ đại.

## Một vài bài thơ dịch sang tiếng Việt
| Anruf An Die Geliebte Bethoven Пойми хоть раз тоскливое признанье, Хоть раз услышь души молящей стон! Я пред тобой, прекрасное созданье, Безвестных сил дыханьем окрылен. Я образ твой ловлю перед разлукой, Я полон им, и млею, и дрожу, И, без тебя томясь предсмертной мукой, Своей тоской, как счастьем, дорожу. Ее пою, во прах упасть готовый. Ты предо мной стоишь как божество - И я блажен; я в каждой муке новой Твоей красы провижу торжество. Какое счастие: и ночь, и мы одни! Река - как зеркало и вся блестит звездами; А там-то... голову закинь-ка да взгляни: Какая глубина и чистота над нами! О, называй меня безумным! Назови Чем хочешь; в этот миг я разумом слабею И в сердце чувствую такой прилив любви, Что не могу молчать, не стану, не умею! Я болен, я влюблён; но, мучась и любя - О слушай! о пойми! - я страсти не скрываю, И я хочу сказать, что я люблю тебя - Тебя, одну тебя люблю я и желаю! Кому венец: богине ль красоты Иль в зеркале ее изображенью? Поэт смущен, когда дивишься ты Богатому его воображенью. Не я, мой друг, а божий мир богат, В пылинке он лелеет жизнь и множит, И что один твой выражает взгляд, Того поэт пересказать не может. | Anruf An Die Geliebte Bethoven Em hãy tin sự thừa nhận đau buồn Dù một lần, nghe hồn anh năn nỉ Anh đứng trước em – hình hài tuyệt mĩ Sức mạnh nào trong hơi thở trào dâng. Trước ngày xa em, anh bắt gặp bóng hình Tràn ngập hồn anh, đắm say, ngây ngất Không có em, anh rã rời muốn chết Anh quý nỗi buồn như hạnh phúc của anh. Gọi tên em, dù chết, anh sẵn sàng Em đứng trước mặt anh như thần thánh Trong nỗi buồn của mình, anh vui sướng Với vẻ đẹp tuyệt vời anh nhìn thấu vinh quang. Hạnh phúc biết bao Hạnh phúc biết bao: đêm, và ta hai đứa! Dòng sông như gương phản chiếu những vì sao Em hãy nhìn kia, hãy ngẩng cao đầu Trời trên đầu ta sạch sẽ và sâu thế! Cứ gọi anh là điên, gọi là điên Hay thế nào… lúc này anh mất trí Và trong tim cảm thấy cơn đau tình Rằng không thể lặng im, anh không thể. Anh đau, anh yêu, nhưng yêu và đau khổ Anh chẳng giấu đam mê, em hãy hiểu cho anh Và anh muốn nói rằng anh yêu em – Yêu em, một mình em, anh yêu và muốn có! Vương miện trao ai Vương miện trao ai: cho nữ thần sắc đẹp Hay cho gương phản chiếu bóng hình nàng Nhà thơ bối rối khi em kinh ngạc Rằng sự hình dung giàu có gấp nhiều lần. Không phải anh, mà trần gian giàu có Trong cát bụi trần, đời cứ thế nhân lên Rằng chỉ một ánh mắt nhìn của em Nói lại điều này thì nhà thơ không thể. Bản dịch của Nguyễn Viết Thắng. |